# تشارلز جيانكارلو
تشارلز جيانكارلو (بالإنجليزية: Charles Giancarlo)‏ هو مسير أعمال أمريكي، ولد في 8 ديسمبر 1957.